# Орлицька сільська рада
Орлицька сільська рада — колишній орган місцевого самоврядування у Кобеляцькому районі Полтавської області з центром у c. Орлик.

## Населені пункти
Сільраді були підпорядковані населені пункти:
- c. Орлик